# Luigi Stucchi
Luigi Stucchi (* 17. August 1941 in Sulbiate, Provinz Monza und Brianza; † 20. Dezember 2022 in Mailand) war ein italienischer römisch-katholischer Geistlicher und Weihbischof im Erzbistum Mailand.

## Leben
Luigi Stucchi empfing am 28. Juni 1966 das Sakrament der Priesterweihe. Er war Pfarrvikar in Valmadrera und Lecco sowie von 1973 bis 1986 auch als Redakteur der katholischen Wochenzeitung „Il Resegone“ tätig. Von 1986 bis 2003 war er Pfarrer in S. Stefano Protomartire in Tradate und von 1989 bis 2003 Dekan des Dekanats Tradate. Stucchi wurde 2003 zum Bischofsvikar der Zone II – Varese ernannt.
Am 8. April 2004 ernannte ihn Papst Johannes Paul II. zum Titularbischof von Horrea und bestellte ihn zum Weihbischof in Mailand. Der Erzbischof von Mailand, Dionigi Kardinal Tettamanzi, spendete ihm am 5. Juni desselben Jahres die Bischofsweihe; Mitkonsekratoren waren der Präsident der Güterverwaltung des Apostolischen Stuhls, Attilio Kardinal Nicora, und der Weihbischof in Mailand, Francesco Coccopalmerio. Seit demselben Jahr und bis 2022 war er Präsident des Istituto Superiore di Studi Religiosi Beato Paolo VI (deutsch Höheres Institut für religiöse Studien des Heiligen Paul VI.) in der Villa Cagnola in Gazzada Schianno, wo er seit 2012 wohnte. Darüber hinaus bekleidete er verschiedene Ämter als bischöflicher Delegierter der Bischofskonferenz der Lombardei in den Bereichen Schulpastoral, katholisches Schulwesen und Fortbildung des Klerus. Zuletzt war er von 2012 bis 2020 zudem Bischofsvikar für das geweihte Leben in der Diözese.
Papst Franziskus nahm am 30. April 2020 seinen altersbedingten Rücktritt an. Luigi Stucchi starb am 20. Dezember 2022 im Alter von 81 Jahren im Universitätsspital San Raffaele in Mailand.